# Owen Klassen
Owen James Klassen (Kingston, Ontario, 31 de octubre de 1991) es un baloncestista canadiense que pertenece a la plantilla del Würzburg Baskets de la Basketball Bundesliga. Con 2,08 metros de estatura, juega en la posición de pívot. 

## Trayectoria deportiva
Jugó cuatro temporadas con los Acadia Axemen y tras no ser elegido en el Draft de la NBA de 2014, en agosto fichó por el MZT Skopje de Macedonia.
Más tarde, jugaría en las filas del Phoenix Hagen y en la temporada 2016-17, formaría parte del Budućnost Podgorica.
En verano de 2017, firma con el PAOK Salónica BC de la A1 Ethniki.
El 14 de agosto de 2021, firma por el Basketball Löwen Braunschweig de la Basketball Bundesliga.
El 19 de julio de 2022 fichó por el EWE Baskets Oldenburg, también de la Basketball Bundesliga.